# Cuneo Sportiva 1989-1990
Questa voce raccoglie le informazioni riguardanti la Cuneo Sportiva nelle competizioni ufficiali della stagione 1989-1990.

## Rosa
| N. |                   | Ruolo | Calciatore          |
| -- | ----------------- | ----- | ------------------- |
|    | Italia (bandiera) | D     | Stefano Ancona      |
|    | Italia (bandiera) | D     | Fabio Baldi         |
|    | Italia (bandiera) | D     | Mario Benzi         |
|    | Italia (bandiera) |       | Bruna               |
|    | Italia (bandiera) |       | Buttiglieri         |
|    | Italia (bandiera) | D     | Pierangelo Calandra |
|    | Italia (bandiera) | C     | Antonio Caridi      |
|    | Italia (bandiera) | C     | Franco Conforto     |
|    | Italia (bandiera) | C     | Alessio Di Petrillo |
|    | Italia (bandiera) | D     | Giuseppe Giovannico |
|    | Italia (bandiera) | C     | Cisco Guida         |
|    | Italia (bandiera) | D     | Vito Iuculano       |

| N. |                   | Ruolo | Calciatore           |
| -- | ----------------- | ----- | -------------------- |
|    | Italia (bandiera) |       | B. Magliano          |
|    | Italia (bandiera) | D     | Michele Magliano     |
|    | Italia (bandiera) | A     | Antonio Marafioti    |
|    | Italia (bandiera) | C     | Vito Parente         |
|    | Italia (bandiera) | A     | Stefano Perugini (I) |
|    | Italia (bandiera) | C     | Massimo Quaranta     |
|    | Italia (bandiera) | A     | Carlo Rocca          |
|    | Italia (bandiera) | C     | Paolo Rossi          |
|    | Italia (bandiera) | C     | Paolo Scalzi         |
|    | Italia (bandiera) | C     | Maurizio Scarsella   |
|    | Italia (bandiera) |       | Schipani             |
|    | Italia (bandiera) | P     | Fulvio Zappa         |